# بوسانسکی پترواتس
بوسانسکی پترواتس (بوسنیایی: Bosanski Petrovac) یک منطقهٔ مسکونی در بوسنی و هرزگوین است که در استان اونا-سانا واقع شده‌است. بوسانسکی پترواتس ۷٬۹۴۶ نفر جمعیت دارد.